# 장선율
장선율(2013년 8월 12일 ~ )는 대한민국의 배우이다.

## 출연 작품

### 드라마
- 2018년 MBC 주말연속극 《내사랑 치유기》 - 호영 역 / 데뷔작
- 2019년 SBS 아침연속극 《수상한 장모》- 민욱 역
- 2019년 KBS2 수목미니시리즈 《단, 하나의 사랑》- 꼬마아이 역
- 2019년 ~ 2020년 SBS 아침 일일연속극 《맛 좀 보실래요》(조연) - 오광주 역
- 2020년 OCN 오리지널 드라마 《미씽: 그들이 있었다》(조연) - 서하늘 역
- 2020년 ~ 2021년 tvN 월화드라마 《낮과 밤》(조연) - 어린 재웅 역
- 2021년 KBS2 저녁 일일연속극 《미스 몬테크리스토》(조연) - 차훈 역
- 2021년 tvN 월화드라마 《하이클래스》(조연) - 안이찬 역
- 2021년 KBS2 수목미니시리즈 《학교 2021》(주연) - 어린 공기준 역
- 2022년 KBS2 월화드라마 《징크스의 연인》 - 어린 공수광 역
- 2022년 tvN 주말드라마 《환혼》 - 어린 서율 역
- 2022년 디즈니플러스드라마 《3인칭 복수》 - 어린 찬규 역
- 2023년 GenieTV 수목드라마 《딜리버리맨》 - 최하준 역
- 2023년 JTBC 토일드라마 《신성한, 이혼》 - 강현우 역

### 영화
- 2019년 《첫잔처럼》(단역) - 꼬마 역
- 2020년 《소리도 없이》(단역) - 양계장 소년 3 역
- 2021년 《귀여운 남자》(조연) - 경재 역
- 2021년 《내겐 너무 소중한 너》(단역) - 어린재식 역

### 뮤직비디오
- 2020년 원어스 《COME BACK HOME》 - 예언의 아이
- 2018년 purple lp 《GLOOLMY MONDAY》